# Christian Gitsham
Christian Gitsham (Sudáfrica, 15 de octubre de 1888-16 de junio de 1956) fue un atleta sudafricano, especialista en la prueba de maratón en la que llegó a ser subcampeón olímpico en 1912.

## Carrera deportiva
En los JJ. OO. de Estocolmo 1912 ganó la medalla de plata en la carrera de maratón, recorriendo los 42.2 km (normalmente es 42,195 km) en un tiempo de 2:37:52 segundos, llegando a meta tras el también sudafricano Kenneth McArthur que con 2:36:54 segundos batió el récord olímpico, y por delante del estadounidense Gaston Strobino (bronce).